# Jhelum
Jhelum (Urdu, tiếng Punjabi: جہلم) (tiếng Hy Lạp: Alexandria Bucephalous) là một thành phố tọa lạc ở hữu ngạn của sông Jhelum, trong quận quận cùng tên phía bắc thành phố thuộc Punjab, Pakistan. Thành phố có dân số ước tính năm 2010 là 174.679 người. Đây là thành phố lớn thứ 35 về dân số của quốc gia này. Jhelum nổi tiếng là nơi cung cấp số lượng lớn lính cho người Anh và sau này là cho lực lượng vũ tran Pakistan do đó nó cũng được mệnh danh là thành phố của lính hay vùng đất của liệt sĩ và chiến binh.